# Bill Monroe
Wllliam Smith Monroe, conocido popularmente como Bill Monroe (Jerusalem Ridge, cerca de Rosine, Kentucky, Estados Unidos, 13 de septiembre de 1911-Springfield, Tennessee, 9 de septiembre de 1996) fue un músico estadounidense. Desarrolló el estilo de música country conocido como bluegrass, que tomó el nombre de su grupo, los Blue Grass Boys, así bautizados en honor de su estado natal, Kentucky. Su carrera como cantante, instrumentista, compositor y líder de grupos duró más de 60 años. Es llamado con frecuencia el padre del bluegrass.

## Biografía
En su familia había un gran interés por la música: tanto su madre como sus hermanos tocaban instrumentos tradicionales, como el violín, el acordeón, la guitarra y la armónica. A la edad de nueve años, Bill aprendió a tocar la mandolina, instrumento que no dominaba ninguno de los miembros de su familia. Por la misma época aprendió también a tocar la guitarra. Quedó huérfano a edad temprana, por lo que fue recogido por su tío Pen (Pendleton Vandiver), sobre el que después escribiría una conocida canción. Con él comenzó a tocar la guitarra en bailes locales. Actuó también con Arnold Schultz, un músico de blues afroamericano, que tendría una gran influencia en su evolución musical posterior.
En 1929, con dieciocho años, formó un grupo junto con sus hermanos Birch y Charlie, con el que interpretaban música tradicional en fiestas y bailes locales, mientras trabajaban en una refinería del estado de Indiana. En 1934 Birch dejó el grupo, y Bill y Charlie formaron el dúo Monroe Brothers. Con este nombre hicieron una gira promocionando una marca de purgantes. Sus canciones empezaron a alcanzar gran difusión en radios de Iowa, Nebraska, Carolina del Norte y Carolina del Sur. En 1936 grabaron un total de 60 canciones para la compañía RCA. Los Monroe Brothers se disolvieron en 1938: Charlie siguió con RCA y formó su propia banda, los Kentucky Pardners, y Bill creó su primer grupo, los Kentuckians.
En 1939, tras el fracaso de los Kentuckians, Bill formó el grupo Blue Grass Boys, que a partir de octubre de ese mismo año se convirtió en un habitual del Grand Ole Opry. Como intérprete de mandolina, Monroe hizo gala de un virtuosismo desconocido hasta entonces en la música country. En 1945 contrató a Earl Scruggs, quien potenció de la misma forma el papel del banjo. Esta formación de los Blue Grass Boys, en la que también se integraban el cantante Lester Flatt, el violinista Chubby Wise y el bajista Cedric Rainwater, realizó las primeras grabaciones que incorporaban todos los elementos de lo que después sería conocido como bluegrass. En esta época grabaron uno de los clásicos más importantes de este género musical, la conocida canción Blue Moon of Kentucky.
Flatt y Scruggs dejaron la banda en 1948 para formar su propio grupo, los Foggy Mountain Boys, pero los Blue Grass Boys continuaron. A lo largo de la historia del grupo, han pasado por él más de 150 músicos, muchos de los cuales son estrellas por derecho propio en el ámbito del bluegrass.

## Discografía selecta
- The Essential Bill Monroe and his Blue Grass Boys (1945-1949), Sony/Columbia, 1992.
- Bluegrass 1950-58, Bear Family, 1994.
- Bluegrass 1959-69, Bear Family, 1994.
- Bluegrass 1970-79, Bear Family, 1994.